# Seznam finskih dirkačev
Seznam finskih dirkačev.

## A
- Markku Alèn

## B
- Valtteri Bottas

## E
- Karl Ebb

## G
- Toni Gardemeister
- Marcus Grönholm

## H
- Mika Häkkinen
- Mikko Hirvonen

## K
- Juha Kankkunen
- Leo Kinnunen
- Heikki Kovalainen
- Mikko Kozarowitzky

## L
- Esapekka Lappi
- Jari-Matti Latvala
- JJ Lehto

## M
- Hannu Mikkola
- Timo Mäkinen
- Tommi Mäkinen

## N
- Kauko Nieminen

## R
- Kimi Räikkönen
- Keke Rosberg
- Harri Rovanperä

## S
- Juha Salminen
- Mika Salo
- Timo Salonen

## T
- Henri Toivonen (1956 - 1986)

## V
- Ari Vatanen